# Giải vô địch bóng đá châu Âu 2012 (vòng loại bảng I)
Dưới đây là kết quả các trận đấu trong khuôn khổ bảng I - vòng loại giải vô địch bóng đá châu Âu 2012. 5 đội bóng châu Âu bao gồm Tây Ban Nha, Scotland, Cộng hòa Séc, Litva và Liechtenstein thi đấu trong hai năm 2010 và 2011, theo thể thức lượt đi-lượt về, vòng tròn tính điểm, lấy hai đội đầu bảng tham gia vòng chung kết.

## Bảng xếp hạng
| Đội           | St | T | H | B | Bt | Bb | Hs  | Điểm |
| ------------- | -- | - | - | - | -- | -- | --- | ---- |
| Tây Ban Nha   | 8  | 8 | 0 | 0 | 26 | 6  | +20 | 24   |
| Cộng hòa Séc  | 8  | 4 | 1 | 3 | 12 | 8  | +4  | 13   |
| Scotland      | 8  | 3 | 2 | 3 | 9  | 10 | −1  | 11   |
| Litva         | 8  | 1 | 2 | 5 | 4  | 13 | −9  | 5    |
| Liechtenstein | 8  | 1 | 1 | 6 | 3  | 17 | −14 | 4    |

## Kết quả và lịch thi đấu
Một cuộc họp đã diễn ra tại Madrid, Tây Ban Nha ngày 19 tháng 2 năm 2010 để xác định lịch thi đấu của bảng I.
| Litva | 0–0      | Scotland |
| ----- | -------- | -------- |
|       | Chi tiết |          |

| Liechtenstein | 0–4      | Tây Ban Nha                             |
| ------------- | -------- | --------------------------------------- |
|               | Chi tiết | Torres 18', 54' · Villa 26' · Silva 62' |

| Cộng hòa Séc | 0–1      | Litva      |
| ------------ | -------- | ---------- |
|              | Chi tiết | Šernas 25' |

| Scotland                   | 2–1      | Liechtenstein |
| -------------------------- | -------- | ------------- |
| Miller 62' · McManus 90+7' | Chi tiết | Frick 46'     |

| Cộng hòa Séc | 1–0      | Scotland |
| ------------ | -------- | -------- |
| Hubník 69'   | Chi tiết |          |

| Tây Ban Nha                   | 3–1      | Litva      |
| ----------------------------- | -------- | ---------- |
| Llorente 47', 56' · Silva 79' | Chi tiết | Šernas 54' |

| Liechtenstein | 0–2      | Cộng hòa Séc              |
| ------------- | -------- | ------------------------- |
|               | Chi tiết | Necid 12' · V. Kadlec 29' |

| Scotland                        | 2–3      | Tây Ban Nha                                    |
| ------------------------------- | -------- | ---------------------------------------------- |
| Naismith 58' · Piqué 67' (l.n.) | Chi tiết | Villa 44' (ph.đ.) · Iniesta 55' · Llorente 79' |

| Tây Ban Nha            | 2–1      | Cộng hòa Séc |
| ---------------------- | -------- | ------------ |
| Villa 69', 73' (ph.đ.) | Chi tiết | Plašil 29'   |

| Cộng hòa Séc             | 2–0      | Liechtenstein |
| ------------------------ | -------- | ------------- |
| Baroš 3' · M. Kadlec 70' | Chi tiết |               |

| Litva            | 1–3      | Tây Ban Nha                                |
| ---------------- | -------- | ------------------------------------------ |
| Stankevičius 57' | Chi tiết | Xavi 19' · Kijanskas 70' (l.n.) · Mata 83' |

| Liechtenstein           | 2–0      | Litva |
| ----------------------- | -------- | ----- |
| Erne 7' · Polverino 36' | Chi tiết |       |

| Litva | 0–0      | Liechtenstein |
| ----- | -------- | ------------- |
|       | Chi tiết |               |

| Scotland                  | 2–2      | Cộng hòa Séc                       |
| ------------------------- | -------- | ---------------------------------- |
| Miller 44' · Fletcher 82' | Chi tiết | Plašil 78' · M. Kadlec 90' (ph.đ.) |

| Scotland     | 1–0      | Litva |
| ------------ | -------- | ----- |
| Naismith 50' | Chi tiết |       |

| Tây Ban Nha                                              | 6–0      | Liechtenstein |
| -------------------------------------------------------- | -------- | ------------- |
| Negredo 34', 37' · Xavi 44' · Ramos 52' · Villa 60', 79' | Chi tiết |               |

| Cộng hòa Séc | 0–2      | Tây Ban Nha          |
| ------------ | -------- | -------------------- |
|              | Chi tiết | Mata 6' · Alonso 23' |

| Liechtenstein | 0–1      | Scotland          |
| ------------- | -------- | ----------------- |
|               | Chi tiết | Mackail-Smith 32' |

| Tây Ban Nha               | 3–1      | Scotland               |
| ------------------------- | -------- | ---------------------- |
| Silva 6', 44' · Villa 54' | Chi tiết | Goodwillie 66' (ph.đ.) |

| Litva              | 1–4      | Cộng hòa Séc                                       |
| ------------------ | -------- | -------------------------------------------------- |
| Šernas 68' (ph.đ.) | Chi tiết | M. Kadlec 2' (ph.đ.), 85' (ph.đ.) · Rezek 16', 45' |

## Danh sách các cầu thủ ghi bàn
7 bàn
- David Villa

4 bàn
| - Michal Kadlec | - David Silva |  |

3 bàn
| - Darvydas Šernas | - Fernando Llorente |  |

2 bàn
| - Jaroslav Plašil - Jan Rezek - Kenny Miller | - Steven Naismith - Juan Mata - Álvaro Negredo | - Fernando Torres - Xavi |

1 bàn
| - Milan Baroš - Roman Hubník - Václav Kadlec - Tomáš Necid - Philippe Erne | - Mario Frick - Michele Polverino - Marius Stankevičius - Darren Fletcher - David Goodwillie | - Craig Mackail-Smith - Stephen McManus - Xabi Alonso - Andrés Iniesta - Sergio Ramos |

Phản lưới nhà
- Tadas Kijanskas (trận gặp Tây Ban Nha)
- Gerard Piqué (trận gặp Scotland)

## Lượng khán giả
| Đội           | Đông nhất | Ít nhất | Tổng cộng | Trung bình |
| ------------- | --------- | ------- | --------- | ---------- |
| Cộng hòa Séc  | 17.873    | 6.600   | 51.433    | 12.858     |
| Liechtenstein | 6.100     | 1.886   | 16.177    | 4.044      |
| Litva         | 9.180     | 3.500   | 21.928    | 5.482      |
| Scotland      | 51.564    | 34.071  | 174.007   | 43.502     |
| Tây Ban Nha   | 27.559    | 15.660  | 76.320    | 19.080     |